# Gunnar Holmsen
Pour les articles homonymes, voir Holmsen.
Gunnar Holmsen (né le 24 novembre 1880 à Røros, mort le 25 janvier 1976 à Oslo) est un géologue norvégien.

## Biographie
Il a commencé à étudier en 1899; il a été diplômé de l'université en 1905 et a obtenu son doctorat en 1914. Ensuite, il a travaillé en tant que géologue au NGU (Norges geologiske undersøkelse) - le département norvégien de recherche en géologie - de 1918 à 1950.
Il était le frère d'Andreas Holmsen (1869-1955), hydrographe, et a été marié à Marie Hanna Resvoll, connue sous le nom Hanna Resvoll-Holmsen, botaniste norvégienne.

## Travaux

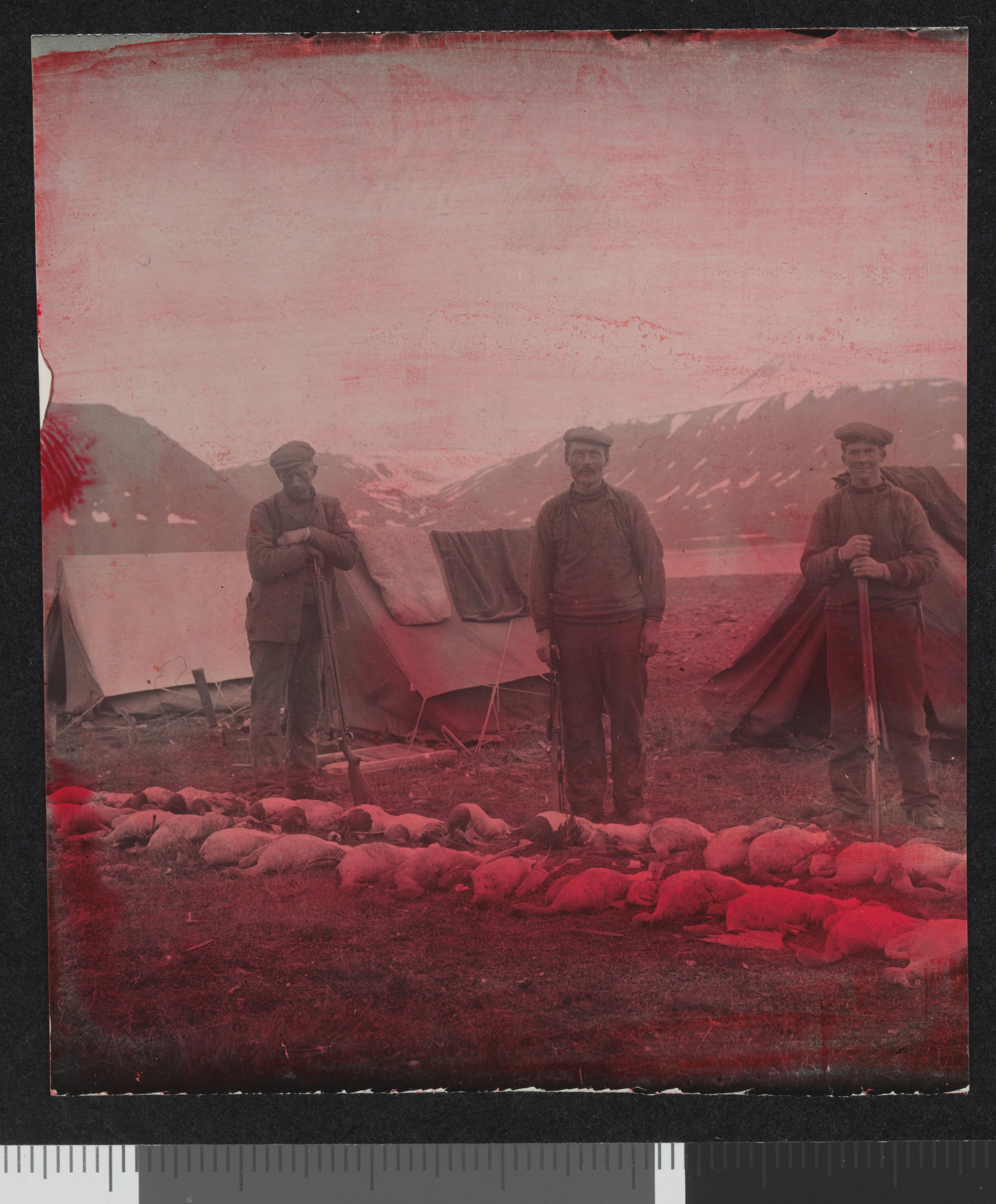
Gunnar Holmsen lors d'une expédition géologique au Svalbard en 1912.

Gunnar Holmsen a mené dans les années 1908-1919 un travail de cartographie géologique de plusieurs régions du nord de la Norvège et du Trøndelag. Holmsen a participé à plusieurs expéditions au Svalbard  (1900, 1912), où il a fait d'importantes études sur la formation du sol dans les régions polaires.

## Publications
- Spitsbergens natur og historie - 1911
- Om jordlags langsomme glidning, solifluktion (Norsk Geogr. Selsk. Arb. XXV) - 1914
- Brædæmte sjøer i Nordre Østerdalen Norges geol. Undersøkelse nr. 73 - 1915
- Torvmyrenes lagdeling i det sydlige Norges lavland Norges geol. Undersøkelse nr. 90 - 1922
- Vore myrers plantedekke og torvarter  - 1923

## Sources
- (no) Littérature des pôles